# Fuerza de Policía de Mauricio
Fuerza de Policía de Mauricio (FPM) : (Mauritius Police Force (MPF) en ingles) es un cuerpo armado de naturaleza civil que vela por el cumplimiento de la ley y orden de la República de Mauricio. El FPM lleva a cabo funciones policiales, de seguridad y militares en la isla. Cuenta con más de 12.000 miembros en servicio activo bajo el mando del comisionado de policía, y operando bajo los auspicios de la división de Asuntos Internos de la Oficina del Primer Ministro de Mauricio.

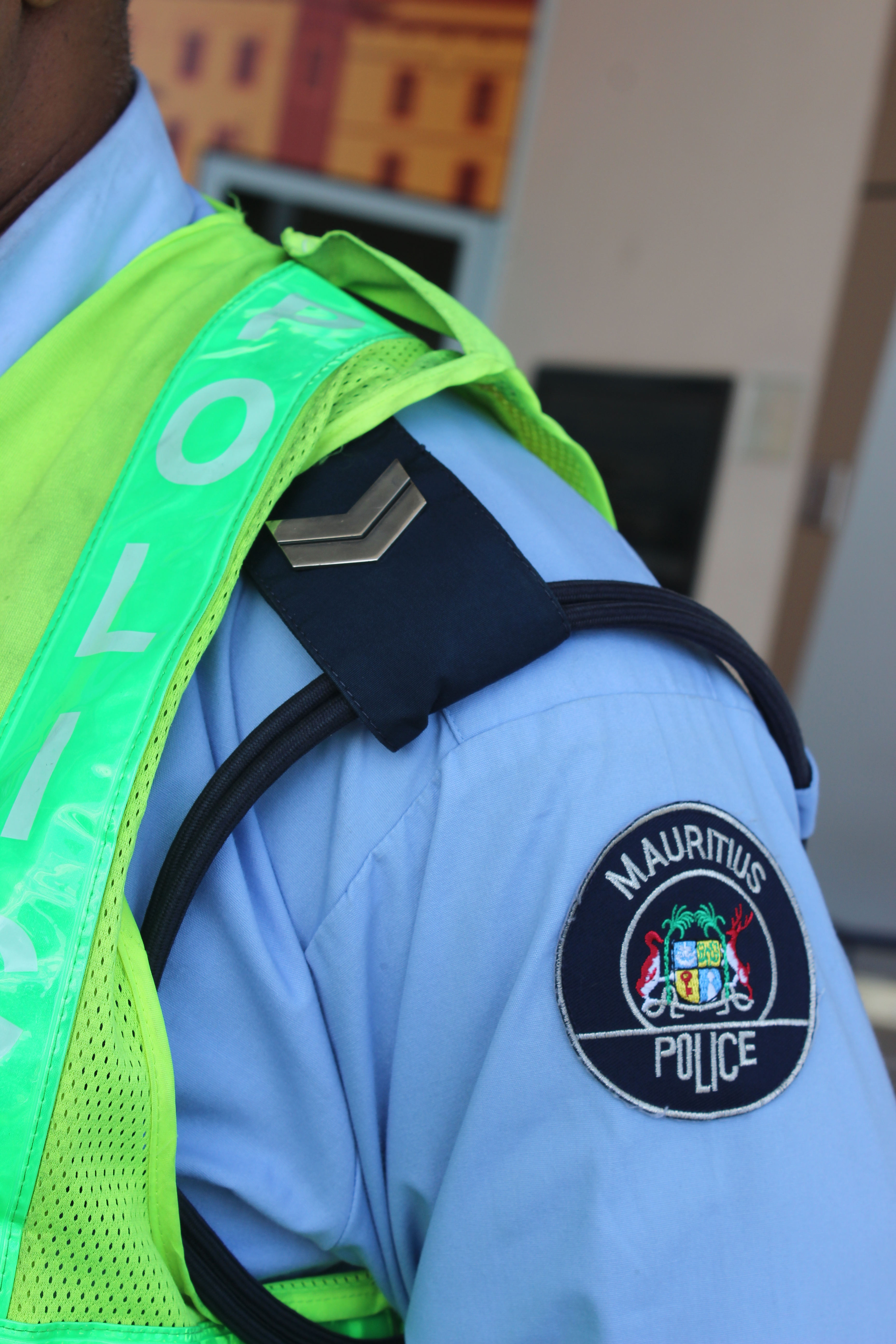
Rango e Insignia de un oficial de Policía de Mauricio

## Rol Militar
Como la República de Mauricio no tiene un ejército permanente, la policía de Mauricio es responsable de los deberes militares en la isla, así como de la policía y la seguridad. Los deberes militares son realizados por tres sub-agencias paramilitares: la Fuerza Móvil Especial, la Unidad de Apoyo Especial (SSU) y La Guardia Costera Nacional  (NCG).

## Armamento

### Armas de fuego
| Nombre             | Imagen | Origen          | Tipo                                      | Fabricante                   |
| ------------------ | ------ | --------------- | ----------------------------------------- | ---------------------------- |
| Walther PP         |        | Alemania        | Pistola semiautomática                    | Carl Walther                 |
| FN P90             |        | Bélgica         | Subfusil Arma de defensa personal Bullpup | FN Herstal                   |
| Heckler & Koch MP5 |        | Alemania        | Subfusil                                  | Heckler & Koch               |
| CZ Scorpion Evo 3  |        | República Checa | Subfusil                                  | CZ Firearms                  |
| Fusil M16          |        | Estados Unidos  | Fusil de asalto                           | Colt's Manufacturing Company |
| SIG SG 540         |        | Suiza           | Fusil de asalto                           | SIG Group                    |
| Heckler & Koch G36 |        | Alemania        | Fusil de asalto                           | Heckler & Koch               |
| FN SCAR            |        | Bélgica         | Fusil de asalto Fusil de combate          | FN Herstal                   |
| FN FAL             |        | Bélgica         | Fusil de combate                          | FN Herstal                   |
| FN MAG             |        | Bélgica         | Ametralladora de propósito general        | FN Herstal                   |